# Régionalisation
Pour la régionalisation de logiciel, voir Localisation (linguistique).
La régionalisation est définie comme le fait par lequel un groupe de pays voisins transfère une partie de leurs pouvoirs administratifs, économiques et politiques à une entité supra-nationale fondée sur l'idée d'une région, entendue dans le sens continental du mot.
Cette notion ne doit pas être confondue avec le processus de décentralisation qui est en certains aspects similaires, mais qui lui se manifeste dans un État centralisé et à une échelle différente partant de l'échelle nationale vers une échelle infra-nationale comme la région en France.

## Définition du terme régionalisation
Le terme couvre deux notions de natures très différentes.

### Au niveau institutionnel d'un pays ou d'une zone
La régionalisation désigne une forme de décentralisation d'un État qui transfère des pouvoirs à ses régions, par exemple en France avec le projet référendaire de 1969 initié vainement par le général de Gaulle, puis avec les lois de Gaston Defferre, en 1982.
Il peut aussi être une forme partielle et légère de fédéralisme entre des pays géographiquement proches, comme processus de formation d'une région du monde, en transférant certaines prérogatives du pouvoir des États à ce « bloc-région ».

### Au niveau économique d'une région du monde
Le Dictionary of trade policy terms la définit comme les mesures prises par les gouvernements pour libéraliser ou faciliter le commerce à l’échelle régionale, parfois au moyen de zones de libre-échange ou d’unions douanières.

### Régionalisation et mondialisation
Actuellement, ce terme est parfois utilisé pour désigner, dans un sens étroit purement économique, la mondialisation lorsqu’il s’agit de l’ouverture des frontières aux échanges économiques. Dans ce cas, il représente plutôt l'inverse de la mondialisation lorsqu’il sous-entend un monde moins connecté où l'attention est davantage portée au niveau régional.
Cependant pour quelques observateurs, il est chimérique et sournois de considérer que ces rassemblements régionaux sont une simple modalité de la mondialisation. En effet, régionalisation et mondialisation coexistent de manière variable, peuvent s’opposer selon les domaines étudiés mais aussi être en interaction.
Jean Coussy renchérit : « la régionalisation est, pour une bonne part, comme la mondialisation, le fait de la mobilité internationale des capitaux, des biens et, à un moindre degré, des personnes. Mais elle tend simultanément à créer ou conserver des frontières régionales, ce qui en fait un événement paradoxal et inattendu dans la dynamique de globalisation ».

### L'Europe et la régionalisation
La régionalisation est le processus de transfert de pouvoir du gouvernement central vers les régions, pour une meilleure application du principe de subsidiarité, dans le cadre de la solidarité nationale ou fédérale. Elle comprend la création, l'élargissement ou l'autonomisation des autorités et le transfert de compétences et de responsabilités aux régions. La Commission de gouvernance et la Chambre des régions du Congrès des pouvoirs locaux et régionaux du Conseil de l'Europe sont responsables des questions juridiques et politiques relatives à la régionalisation dans les États membres du Conseil de l'Europe. Ils examinent en particulier l'évolution de l'organisation institutionnelle et administrative des régions, leurs compétences et leur autonomie financière.

## Types d'accords régionaux
Ces accords peuvent se différer selon leur intensité, les règles mondiales et le marché. On distingue :
- les accords Sud-Sud ;
- les accords Nord-Sud, vice-versa ;
- les accords Nord-Nord.

## Les raisons de la régionalisation
La mondialisation et la régionalisation se sont développées depuis la fin des années 1980 et durant la décennie 90 : Union européenne, Mercosur, Alena, Anase, SADC etc.
Mais actuellement, la régionalisation a pris une nouvelle dimension des relations économiques internationales et concerne l’ensemble de grandes régions du monde : Europe, Amérique du Nord, Amérique Latine, Asie et Afrique avec cette montée de la mondialisation.
Ces regroupements entre Nations avaient pour objectif de contrebalancer l’intégration économique européenne et d’offrir à leurs participants un poids plus important dans les négociations commerciales internationales (OMC), par contre aujourd’hui la donne et les raisons ont changé :
- l’émergence de nouveaux pays et leur relative similarité économique permettent d’envisager le renforcement de leur intégration à l’échelle régionale ;
- l’émergence de nouveaux pôles régionaux après la fin de la bipolarité : par l’effet de leur géographie et de leur dimension naturelle des échanges, il s’impose de nouveaux regroupements ;
- le nouvel ordre économique érigé à l’aube de la guerre mondiale 40-45 ne sait plus répondre aux problèmes auxquels le monde est confronté. La communauté internationale ne produit plus de biens publics satisfaisants. Dès lors, les regroupements régionaux peuvent être une réponse à cette carence ;
- la tendance à l’économie de marché et à des politiques tournées vers l’extérieur (des politiques extraverties) qu’impose la mondialisation actuelle constitue aussi des forces d’impulsion à la composition de coalitions régionales.

## Les organisations régionales

### Africaines
- Organisation pour l'Harmonisation en Afrique du Droit des Affaires (OHADA)
- Nouveau partenariat pour le développement de l'Afrique (NEPAD)
- Communauté de développement d’Afrique australe (SADC)
- Marché commun de l'Afrique orientale et australe (COMESA)
- Union du Maghreb arabe
- Communauté économique des États de l'Afrique de l'Ouest (CEDEAO)
- Union économique et monétaire ouest-africaine (UEMOA)
- Communauté économique et monétaire de l'Afrique centrale (CEMAC)
- Le Corridor

### Américaines
- Accord de libre-échange nord-américain (ALENA)
- Organisation des États américains (OEA)
- Marché commun du Sud (Mercosur)

### Asiatiques
- Ligue arabe
- Association des nations de l'Asie du Sud-Est (ASEAN)

### Européennes
- Union européenne
- Association européenne de libre-échange (AELE)
- Congrès des pouvoirs locaux et régionaux (CPLR) du Conseil de l'Europe

## Histoire de la régionalisation
Bien que ce mot soit récent dans la langue française, puisqu'il apparaît vers les années 1960, il est vieux de par son contenu.[pas clair]

## Citations
« La régionalisation, c'est le fait de promouvoir les échanges économiques et financiers au sein d'une région bien définie de manière géo-stratégique et politique », Charles Atangana, journaliste et consultant sur des questions économiques.

#### Ouvrages
- G. Ankerl, Coexisting Contemporary Civilizations: Arabo-muslim, Bharati, Chinese, and Western. INU Press, Genève, 2000.  (ISBN 2-88155-004-5).
- B. Badie, La fin des territoires, Paris, Fayard, 1995.
- Alia Gana et Yann Richard (sous la direction de), La régionalisation du monde : construction territoriale et articulation global-local, Paris, Karthala, 2014.
- Stéphane Mortier, Au cœur de l'unité africaine, Le droit OHADA. Harmonisation du droit des affaires et intelligence économique, Uppr Éditions, 2017, 40 p.  (ISBN 978-2-37168-209-2)
- R. O'Brien, Global Financial Integration : the End of Geography, Londres, Royal Institute of International Affairs, 1992.
- World Bank., Global Economic Prospects and the Developing Countries, Washington, 1995.
- J. De Melo, and A. Panagaria (dir.), New Dimensions in Regional Integration, Center for Economic Policy Research, Cambridge, 1993.

#### Revues
- Jean Coussy, « Causes économiques et imaginaires économiques de la régionalisation » in Cultures et Conflits, no 21-22,1996, p. 347–372
- O. Dabène, « L'intégration régionale en Amérique Latine : le Mercosur », Les études du CERI, no 8, novembre 1995.